# Cooktown

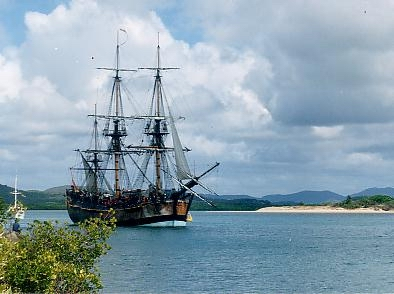
Replik av HMB Endeavour i Cooktowns hamn.

Cooktown är en stad med omkring 1 800 invånare i Cook Shire, delstaten Queensland i Australien. Cooktown är den nordligaste staden på Australiens östkust och ligger på Kap Yorkhalvön vid mynningen av Endeavour River.

## Historia

### Cooks Ankomst

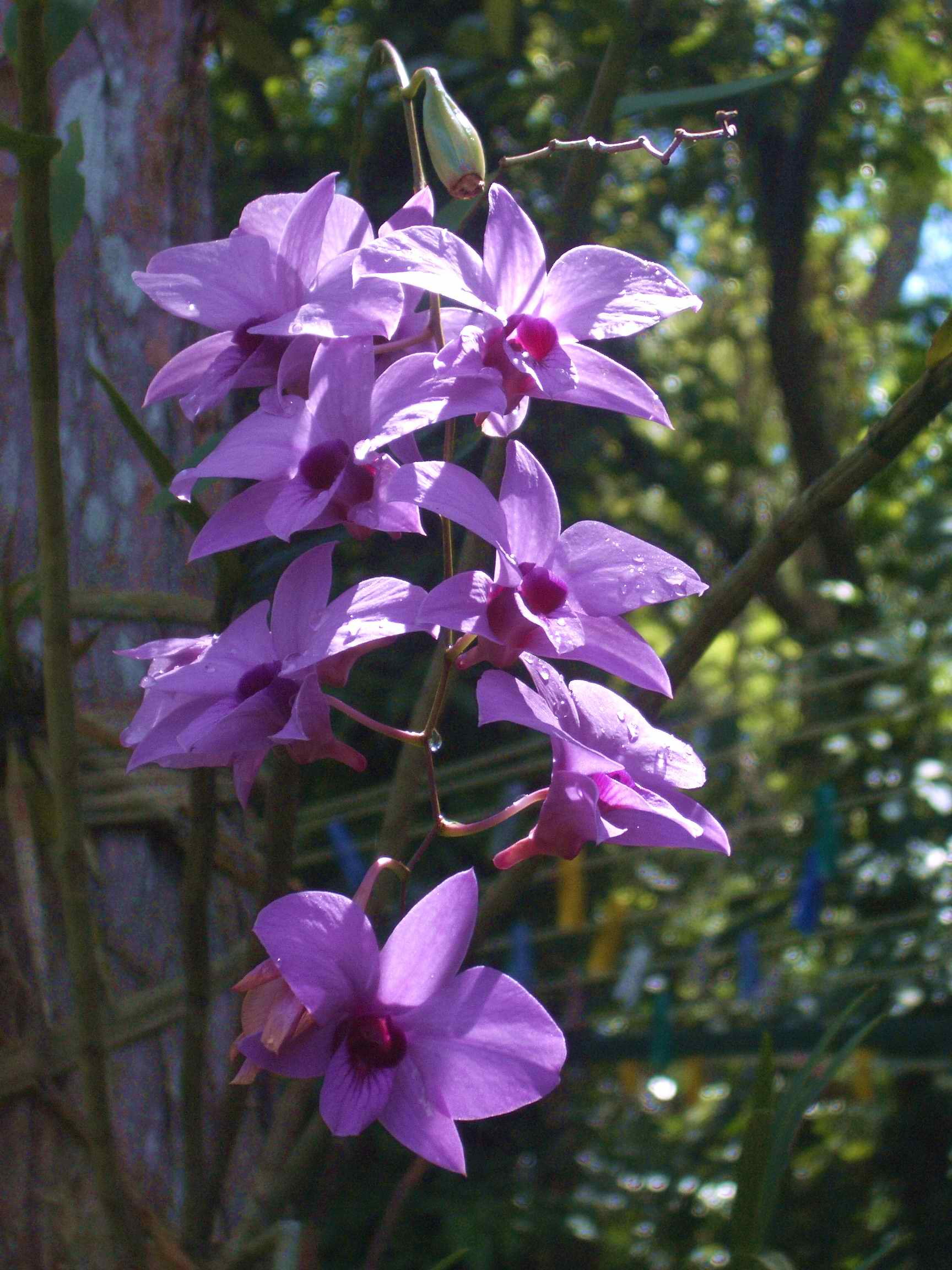
Orkidé i Cooktown – Dendrobium bigibbum.

Cooktown blev mötesplats för två vitt skilda kulturer i juni 1770 när den lokala aboriginstammen Guugu Yimithirr såg det tilltygade segelfartyget Endeavour mödosamt ta sig uppför kusten i sökandet efter en säker hamn. Aboriginerna såg skeppet dras upp på land i de lugna vattnen nära flodbanken som de själva kallade för "Wahalumbaal," om vilken James Cook skrev “. . .det var lyckosamt för oss att en tillflyktsort fanns tillgänglig; för vi upptäckte snart att skeppet inte var dugligt, och det är anmärkningsvärt att vi under hela loppet av vår resa inte har sett någon plats där våra nuvarande omständigheter kunde ha skänkt oss samma undsättning”.
Den engelska besättningen tillbringade nästan sju veckor på platsen för dagens Cooktown, där de reparerade sitt skepp, sökte efter mat, och behandlade sina sjuka. Den välbärgade vetenskapsmannen Joseph Banks, och botanikern Daniel Solander, som följt Cook på hans expedition, samlade, konserverade och dokumenterade många nya växter, medan den unge konstnären Sydney Parkinson illustrerade dem. Parkinson var den förste engelske konstnären som avbildade aboriginfolk från direkta observationer. 
Banks pratade gärna med lokalbefolkningen och efter några veckor hade han nedtecknat omkring 50 ord av det lokala språket Guugu Yimithirr, inklusive namnet på det intressanta djuret som infödingarna kallade för gangaroo (och som Banks tolkade “Kangaru”).
Cook namngav floden efter sitt skepp “Endeavour”, och när de seglade norrut hissade han flaggan känd som 'Queen Anne Jack' och tog för Englands räkning hela Australiens östkust i besittning. Han namngav Kap Yorkhalvön efter den dåvarande Hertigen av York.

### Kings Expedition
Nästa dokumenterade expedition i området gjordes först omkring 50 år senare när en annan botaniker, Allan Cunningham, som följde kapten Philip Parker King, besökte området 1819–20. Också han samlade in ett stort antal växter för British Museum och Kew Gardens.

### Guldrushen

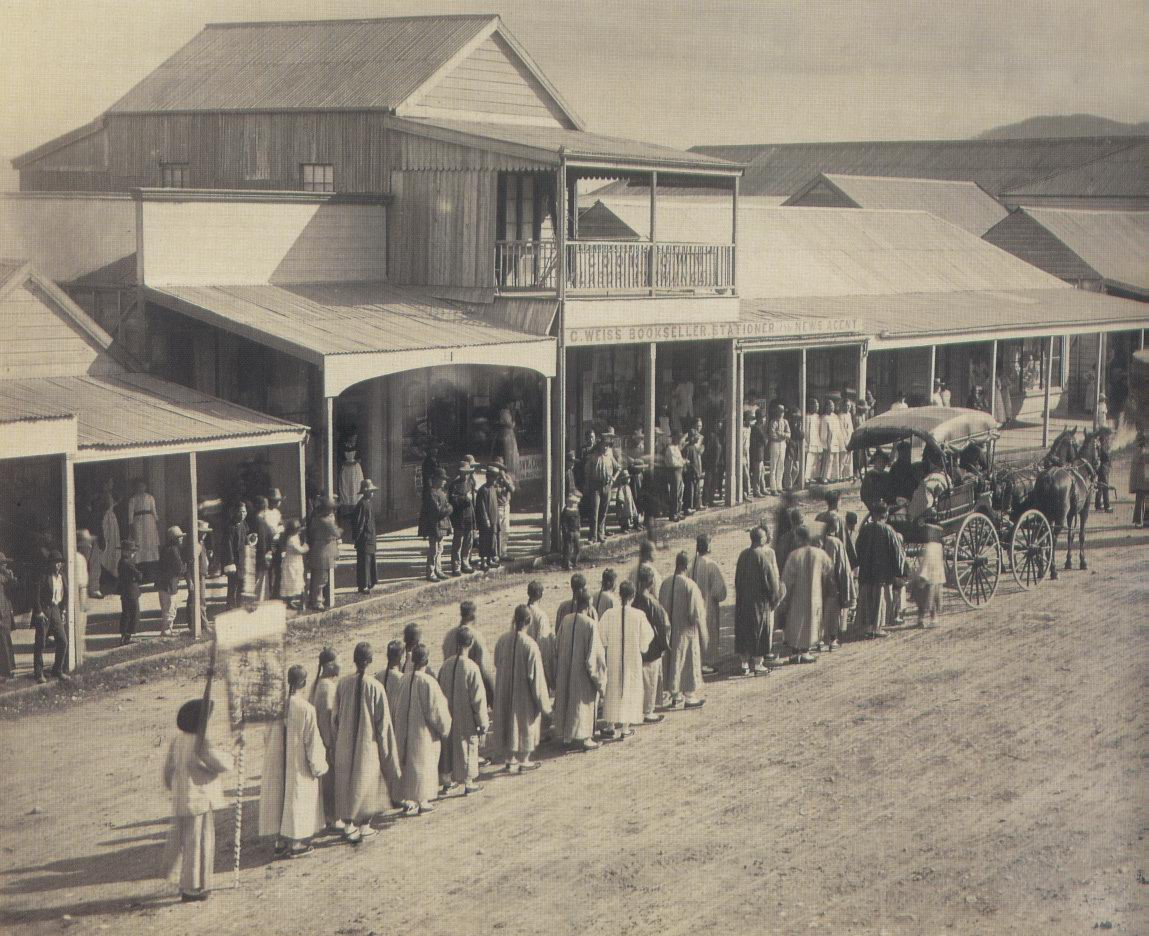
En kinesisk begravning i Cooktown på 1890-talet. Cooktowns hamn bistod de närliggande guldfälten, och under 1870-talet växte ett kinesiskt samhälle på flera tusen upp i området. Vid tiden när detta foto togs hade mycket av guldet sinat och många guldgrävare hade givit sig av.

1872 upptäckte William Hann guld i Palmer River, sydväst om Cooktown. Hans upptäckt rapporterades till James Venture Mulligan som sedan ledde en expedition till Palmer River år 1873. Mulligans expedition fann mängder av uppslammat guld och härmed började guldrushen som kom att föra guldgrävare från hela världen till Endeavour River. 
Queenslands regering reagerade snabbt på Mulligans rapport, och snart hade man skickat ut folk för att undersöka om Endeavour River kunde vara en lämplig plats för en hamn. Strax därefter grundades ett nytt samhälle vid Endeavours flodbanker. 
Palmers guldfält, och dess centrum, Maytown, växte snabbt. Det sammanställda uttaget av guld från 1873 till 1890 var över 15 500 kg. Cooktown var hamnen genom vilken guldet exporterades, och till vilken leveranser till guldfälten fördes in. Ryktet om guld spred sig snabbt, och Cooktown växte i takt med att guldgrävare kom från hela världen.  
Uppskattningar av folkmängden har varierat mycket, men troligtvis fanns det omkring 7 000 människor i området kring 1880. Vid den tiden kunde Cooktown stoltsera med ett stort antal hotell och gästhus. Det fanns 35 licenserade hotell inom stadens gränser och förmodligen lika många illegala spritbutiker och flera bordeller. Det fanns bagerier, ett bryggeri och en läskedrycksfabrik, hårfrisör och hattaffärer, ett mureri, ett möbelsnickeri och två tidningar.
Kineserna spelade en viktig roll i Cooktowns tidiga dagar. De kom ursprungligen som guldgrävare, men många startade handelsträdgårdar, och bistod staden och guldfälten med frukt, grönsaker och ris, medan andra öppnade affärer.
Emellertid, mest på grund av missförstånd, uppstod konflikter mellan aboriginbefolkningen och de nya bosättarna, och guldgrävarna. Tidningen ”The Cooktown Herald” rapporterade 8 december 1875 att:  ”Infödingarna fullkomligt ignorerade den fruktansvärda eldkraften från skjutvapnen, och förlitandes på sitt antal visade de en grymhet och djärvhet som var helt oväntad och oöverträffad. De grep efter mynningarna på gevären och försökte vrida dem ur händerna på de vita, stående kvar för att endast bli nedskjutna, hellre än att flytta sig en tum...” Det var en ojämlik kamp. Hela stammar utplånades i samband med att europeiska bosättningar spred sig över Kap Yorkhalvön. 
Transporter var ett ständigt problem för de nya bosättarna. Att få leveranser och folk till guldfälten tog ofta tre veckor. Efter varje regnperiod måste alla vägar och broar göras om. En järnvägslinje från Cooktown till Maytown planerades, men efter de fem år det tog att lägga spåren de 124 kilometrarna till Laura, Queensland – där det sedan blev stopp – hade guldet hunnit sina, och Queenslands regering vägrade att ge fortsatta medel till projektet.  
Trots detta visade sig tåget bli en livlina för människorna på Kap Yorkhalvön genom att förbinda inlandet med Cooktown, där man kunde ta båt till Cairns och andra hamnar söderut. Järnvägslinjen stängdes 1961 efter att en väg byggdes, Peninsula Development Road, som förband Cooktown och andra samhällen i Cape York med Cairns och Atherton Tableland söderut. 
Cooktowns praktfulla botaniska trädgård på 62 hektar anlades nära orten år 1878. Mycket arbete utfördes i inledningsskedet – med nedsänkta vattendrag, centraliserad bevattning, inhägnade trädgårdsbäddar och stenkantade gångar. Dammar, gångbroar och gräsmattor anlades, och träd och buskar planterades. Trädgården kom sedan att förfalla, men har på senare år[när?] expanderat och blivit ett populärt mål för botaniker och naturälskare. Det mesta tidiga stenarbetet har reparerats, och vackra promenadstigar leder besökare genom trädgården till de imponerande stränderna vid Finch Bay och Cherry Tree Bay. 
1881 blev bron över Endeavour River klar, vilket öppnade upp de rikare markerna i dalgångarna av Endeavour and McIvor River. Och 1884 upptäcktes tenn i området kring Annan River, söder om Cooktown. 
1886 kom lutherska missionärer till Cooktown för att skapa en säker plats för det aboriginska folket som levde under miserabla förhållanden i utkanten av staden. Missionsstationer anlades vid Elims strand (som sedan flyttades inåt landet till Hopevale), och Wujal Wujal, nära mynningen av Bloomfield River. 
Med guldrushen tillända började antalet människor i området att sjunka. Två stora bränder drabbade Cooktown, en 1875, och en igen 1919, då hela kvarter med byggnader på huvudgatan brann ner till grunden. En större cyklon år 1907 förvärrade förstörelsen.

### Andra världskriget
Kring 1940 återstod väldigt lite av Cooktowns och Maytowns intressanta förflutna. Under andra världskriget blev Cooktown en viktig bas för krigsgärningar. 
Trupper med omkring 20 000 australiensare och amerikaner var stationerade i området. Det flitigt använda flygfältet spelade en nyckelroll i det avgörande slaget om Korallhavet när japanernas expansion mot Australiens fastland slutligen stoppades. 
Största delen av befolkningen på Kap Yorkhalvön, både aboriginer och icke-aboriginer, förflyttades söderut under kriget. Många aboriginer dog när de flyttade från sina traditionella landområden, och många familjer, såväl aboriginer som vita, återvände aldrig efter exilen.

### Cooktown efter andra världskriget

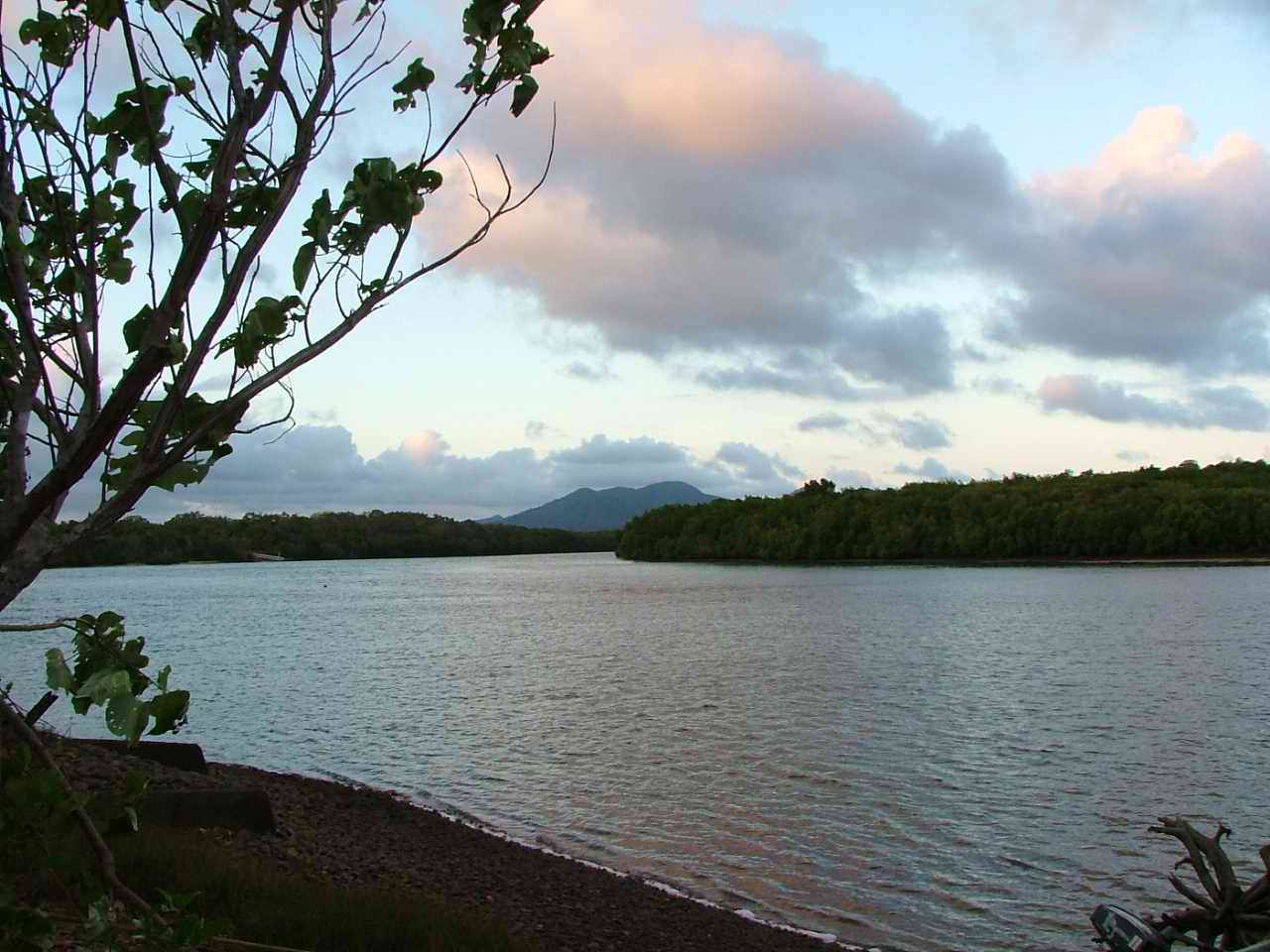
Endeavourfloden, 2004.

1949 förstörde ytterligare en cyklon staden, och Cooktowns befolkning minskade ännu mer. Fast i och med nedläggningen av järnvägslinjen till Laura 1961 och öppnandet av Peninsula Development Road söderut, skedde endast en minskning på några hundra invånare innan befolkningen åter började att gradvis öka. 

## Nutid
Idag har man ett harmoniskt förhållande mellan aboriginer och icke-aboriginer i området. Det finns ett aktivt aboriginal community centre som kallas Gungarde och som ligger på Cooktowns huvudgata. Centrets namn kommer ifrån det aboriginska namnet för området och betyder ”kristaller”, eftersom bergkristaller (som använts i vissa aboriginska ceremonier) har hittats nära staden. Milbi Wall ("Berättarväggen") markerar platsen för det första mötet mellan engelska sjöfarare och de lokala aboriginerna. Milbi Wall berättar historien om Cooktown och Endeavour River från aboriginernas perspektiv och är ett enastående monument för försoning. 
Cooktown har nyligen åter ökat i betydelse och blivit ett populärt turistmål. Staden har nu goda kommunikationer, mer service, bättre vägar, och erbjuder invånarna en avslappnad och hälsosam livsstil. Omkring 1 800 invånare bor i själva staden medan ytterligare omkring 4 000 invånare i regionen använder staden som sitt servicecenter. Besökare uppskattar den tropiska miljön, de historiska sambanden, och använder Cooktown som utgångspunkt för utflykter till det Stora Barriärrevet, till Lakefield Nationalpark, och för fiske. 
Orten är idag ett servicecenter för hela distriktet inklusive de aboriginska samhällena Hopevale, 47 km nordväst, och Wujal Wujal, 72 km söderut.
Cooktown är den nordliga ändpunkten för den 5 330 km långa rid/vandrings/cykelleden Bicentennial National Trail.